# Barry Smith (filosofo)
Barry Smith (Bury, 4 giugno 1952) è un filosofo britannico, Julian Park Distinguished Professor di filosofia all'Università di Buffalo (Stati Uniti) e ricercatore al New York State Center of Excellence in Bioinformatics and Life Sciences.
Dal 2002 al 2006 fu direttore dell'Institute for Formal Ontology and Medical Information Science a Lipsia e Saarbrücken (Germania).

## Carriera
Smith ottenne il grado di bachelor in matematica e filosofia a Oxford nel 1973 e conseguì il master nel 1977. Nel 1976 ottenne il dottorato in filosofia all'università di Manchester con la dissertazione The Ontology of Reference. Studies in Logic and Formal Ontology. A Manchester, assieme a Kevin Mulligan e Peter Simons, fondò il "Seminario per la Filosofia Austro-Germanica" (1975–85).
Dopo aver lavorato come ricercatore e professore alle università di Sheffield, Manchester e all'Accademia internazionale di filosofia nel Liechtenstein, nel 1994 si è trasferito all'università di Buffalo. Dal 2017 è Visiting Professor all'Università della Svizzera Italiana.

## Opera
Smith è autore di circa 450 pubblicazioni scientifiche, tra cui 15 monografie o volumi da lui curati, e direttore di The Monist: An International Quarterly Journal of General Philosophical Inquiry. Le sue ricerche sono state finanziate, tra l'altro, grazie ai fondi del National Institutes of Health, delle fondazioni scientifiche nazionali degli Stati Uniti, Svizzera e Austria, della VolkswagenStiftung, e dell'Unione europea. Nel 2002, in riconoscimento del suo lavoro ha ricevuto il Wolfgang Paul Award della Alexander von Humboldt-Stiftung.
È direttore del progetto Basic Formal Ontology (ontologia formale fondamentale), è coordinatore editoriale dell'OBO Foundry (Open Biomedical Ontologies) e membro del consiglio direttivo del "Consorzio di Ontologia del Gene", del OBI (Ontology for Biomedical Investigations) Working Group, e del Cleveland Clinic Semantic Database.
Le ricerche di Smith si concentrano sull'ontologia e le sue applicazioni, in particolare nelle scienze biomediche e nell'informatica medica, dove lavora su vari progetti connessi alla terminologia biomedica e le banche di dati medici. Inoltre collabora con Hernando de Soto, direttore dell'Institute for Liberty and Democracy a Lima (Perù), sull'ontologia dei diritti di proprietà e sviluppo sociale.